# Le'Raven Clark
Le'Raven Clark (Bryan, 22 aprile 1993) è un giocatore di football americano statunitense che milita nel ruolo di offensive tackle per i Philadelphia Eagles della National Football League (NFL). Fu scelto nel corso del 3º giro del Draft NFL 2016. Al college ha giocato a football per Texas Tech.

## Carriera universitaria
Clark frequentò la Texas Tech University dal 2011 al 2015, e giocò per i Texas Tech Red Raiders. Nella stagione 2011, come freshman redshirt, Clark disputò nessuna partita. Clark partì da titolare come guard destro nella stagione 2012, giocando tutte le 13 partite da titolare. A fine stagione, Clark fu nominato nella seconda formazione ideale All-Big 12.
Nel 2013, come sophomore, Clark venne spostato a offensive tackle sinistro per rimpiazzare LaAdrian Waddle. Al termine della stagione, Clark venne nominato nella prima formazione ideale All-Big 12.
Anche nel 2014, grazie alla sua ottima stagione, Clark venne nominato nella prima formazione ideale All-Big 12.
Venne nominato nella prima formazione ideale All-Big 12 anche nella stagione 2015. Clark terminò la sua carriera universitaria con 51 presenze (tutte come titolare).

### Riconoscimenti vinti
- Seconda formazione ideale All-Big 12:

2012
- Prima formazione ideale All-Big 12:

2013, 2014, 2015

## Carriera professionistica

### Indianapolis Colts
Clark fu scelto nel corso del terzo giro (82º assoluto) nel Draft NFL 2016 dagli Indianapolis Colts. Debuttò come professionista nella sconfitta del primo turno contro i Detroit Lions. Nella sua stagione da rookie disputò 8 partite, 3 delle quali come titolare. Nella stagione 2017 giocò in 15 partite, partendo da titolare in cinque come guard destro. Nel 2018, Clark disputò dodici partite (di cui quattro da titolare).La linea offensiva dei Colts si dimostrò tra la più solide della lega, permettendo solamente 18 sack agli avversari, e permettendo al running back Marlon Mack di far registrare 908 yard corse e nove touchdown. I Colts terminarono la stagione regolare con un record di 10–6, aggiudicandosi il secondo posto nella division e la prima partecipazione ai play-off dal 2014.

### Philadelphia Eagles
Il 19 maggio 2021 Clark firmò con i Philadelphia Eagles.

## Palmarès
- Super Bowl : 1

Philadelphia Eagles: LIX
- National Football Conference Championship:1

Philadelphia Eagles: 2024